# Le Papillon (Ballett)
Le Papillon (Der Schmetterling) ist eine Ballett-Pantomime in zwei Akten von Marie Taglioni (Choreografie) und Vernoy de Saint Georges (Libretto). Jacques Offenbach komponierte die Musik. Die Uraufführung war am 26. November 1860 in der Pariser Oper.

## Personen

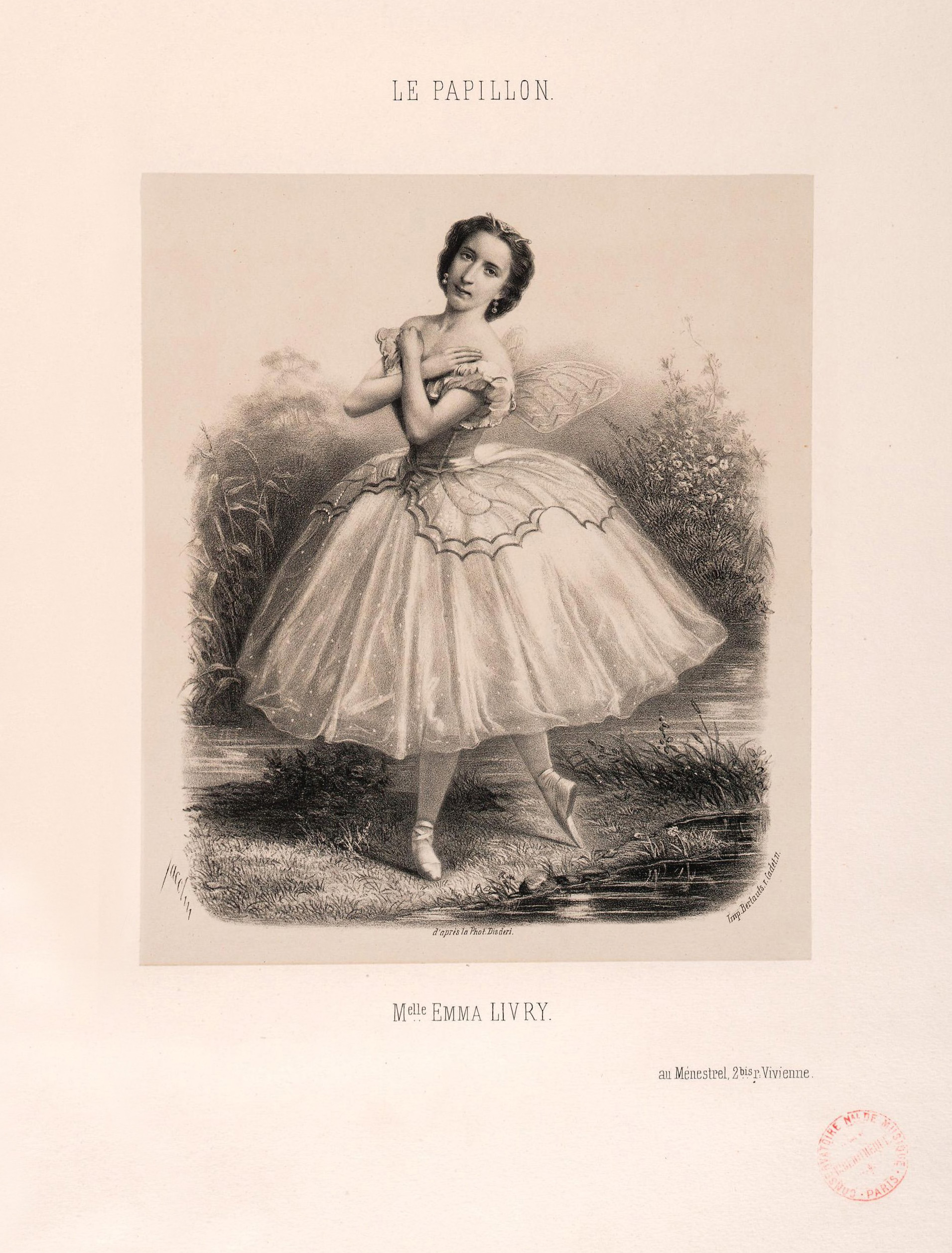
Emma Livry in Le Papillon

- Hamza, eine nicht mehr ganz taufrische böse Fee
- Farfalla, ihr Dienstmädchen
- Djalma, ein Prinz, der Farfalla begehrt
- Der Emir, Farfallas Vater
- Patimate, Gärtner bei Hamza
- Djalmas Lehrer und Neffe des Emirs
- ein kleiner Kobold
- vier weitere Feen
- ein Fackelträger
- und zahlreiche Schmetterlinge

## Handlung
Das Ballett spielt im Orient zur Zeit 1001 Nacht.

### Erster Akt
Erstes Bild: In Hamzas Schloss
Lang, lang ist’s her, als die inzwischen in die Jahre gekommene Fee Hamza dem Emir dessen Tochter Farfalla raubte. Farfalla muss nun Hamza als Zofe dienen, ohne dass sie weiß, wer sie eigentlich ist. Wenn sich Hamza im Spiegel betrachtet, wünscht sie sich nichts mehr, als wieder jung zu sein. Aber dieser Wunsch kann sich nur durch den Kuss eines jungen Prinzen erfüllen. Ein solcher ist jedoch weit und breit nicht zu finden. Warum sollte sie nicht mal wieder das versuchen, was früher immer so problemlos geklappt hat – das Zaubern? Der Zauberstab ist ja noch da. Nur benutzt sie diesen in letzter Zeit fast nur noch als Gehhilfe.
Das Zaubern scheint doch noch zu klappen. Unter dem Klang der Jagdhörner naht Prinz Djalma mit seinem Gefolge, darunter sein Hauslehrer. Alle versammeln sich um die Tafel, genießen das üppige Festmahl und sprechen besonders dem köstlichen Tischwein zu. Der Hauslehrer glaubt in Farfalla die einst geraubte Prinzessin zu erkennen.
Hamzas Strategie scheint nicht aufzugehen; denn wenn ein junger Bursche schon vor die Wahl gestellt wird, eine klapprige Alte oder eine zierliche Junge zu nehmen, dann wendet er sich natürlich der Letzteren zu. Nachdem er mit ihr eine Mazurka getanzt hat, bedankt er sich mit einem leidenschaftlichen Kuss. Die eifersüchtige Hamza will ihrer Zofe mit ihrer magischen Krücke einen Schlag versetzen, trifft aber versehentlich den Gärtner.
Weil Hamza dem Wein am meisten zugesprochen hat, beginnt sie einzunicken. Aber auch Farfalla ist beschwipst. Übermütig umtänzelt sie ihre Herrin wie ein Schmetterling und kitzelt sie mit einer Blume an der Nase, damit sie niesen soll. Die alte Fee versteht jedoch keinen Spaß; sie gerät in Rage, lockt Farfalla in eine Kiste und wirft dann ihren magischen Krückstock darüber. Die Kiste öffnet sich wieder, und heraus steigt ein wunderschöner Schmetterling. Bald flattern von überall her Schmetterlinge in den Raum: durch die offene Tür, durch die Fenster und sogar durch den Kamin. Sie umschwärmen die böse alte Fee und jagen sie aus ihrem eigenen Haus.
Zweites Bild: Auf einer Waldlichtung
Nachdem der Prinz mit seinem Hofstaat Hamzas Schloss verlassen hat, rastet die Gruppe auf einer Waldlichtung. Kurz danach findet sich dort auch der Schwarm der Schmetterlinge ein. Zum Zeitvertreib machen ein paar Hofdamen Jagd auf die Insekten. Eine der Damen übergibt ihre Beute dem Prinzen. Als dieser den Schmetterling an einen Baum spießen will, verwandelt sich der Falter plötzlich in ein weinendes Mädchen. Vor Schreck erstarrt der Prinz ob der Schönheit der jungen Dame. Rasch zieht er den Spieß aus ihr heraus. Sie aber sinkt ohnmächtig zu Boden. Als Djalma den verwandelten Schmetterling näher besieht, erkennt er in ihm seine gestrige Tanzpartnerin wieder. Als aber in dieser die Lebensgeister wieder erwachen, flattert sie mit ihren Gespielinnen davon.
Inzwischen ist auch Hamza mit ihrem Gärtner auf der Waldlichtung eingetroffen. Dank ihrer magischen Krücke gelingt es ihr, ihre Zofe zwischen den Bäumen zu orten und sie mit einem Netz zu fangen. Als sie einen Moment ihren Zauberstock unbeaufsichtigt lässt, nutzt Patimate die Gelegenheit, mit dessen Hilfe die Gefangene zu befreien. Kurz darauf berührt er mit der Krücke auch seine Herrin, die sofort in Lähmung erstarrt. Flugs eilen alle Schmetterlinge herbei und wickeln das Netz, das ja eigentlich Farfalla zugedacht war, um die alte Hexe. Währenddessen begibt sich Patimate zu Djalma und verrät ihm Farfallas wahre Identität. Dabei hat er allerdings vergessen, den Zauberstab mitzunehmen. Einem kleinen Kobold ist dies nicht verborgen geblieben. Er schnappt ihn sich und eilt mit ihm davon.

### Zweiter Akt
Erstes Bild: Im Palast des Emirs
Ohne ihre Wunderkrücke ist Hamza machtlos. Sie wird ihres Verbrechens angeklagt und soll ins Gefängnis gesteckt werden. Doch just in diesem Augenblick taucht wieder der kleine Kobold auf und bringt den geraubten Zauberstab zurück.
Vor dem Palast sieht man eine goldene Kutsche ankommen. Ihr entsteigt Farfalla. Taumelnd vor Glück geht Prinz Djalma auf sie zu und will sie umarmen. Zu seiner Überraschung jedoch weist ihn Farfalla zurück. Sie hat nicht vergessen, wie er sie vor kurzer Zeit als Schmetterling an einen Baum spießen wollte. Djalma gibt aber nicht auf. Er versucht, sich ihr erneut zu nähern und sie zu küssen. Auf diese Gelegenheit hat jedoch Hamza gewartet. Blitzschnell wirft sie sich dazwischen und erhält so den Kuss, der Farfalla zugedacht war. Das von Hamza erwartete Wunder geschieht: Sie verwandelt sich in ein bildhübsches junges Mädchen.
Prinz Djalma kann es nicht fassen, dass er plötzlich von zwei schönen Frauen umgeben ist. Aber eigentlich sehnt er sich nur nach Farfalla. Um sie eifersüchtig zu machen, umwirbt er zum Schein die verjüngte Hexe. Sein Plan geht auf: Farfalla wirft sich in seine Arme. Jetzt aber gerät wieder Hamza in Rage. Sie ergreift ihren Zauberstab und verwandelt Farfalla erneut in einen Schmetterling. Doch damit nicht genug: Den Prinzen versetzt sie in ein künstliches Koma, und dann lässt sie auch noch den Palast des Emirs zu einer Parkanlage verwandeln.
Zweites Bild: Parkanlage
Djalma erwacht. Wieder sieht er sich von einem Schwarm von Schmetterlingen umringt, im Mittelpunkt seine begehrte Farfalla. Doch schon taucht auch die bösartige Hamza wieder auf. Zu ihrer Verstärkung hat sie ihre vier Schwestern, allesamt gestandene Feen, geholt. Sie will sich vor ihnen brüsten, welch tolle Eroberung sie gemacht hat. Insgeheim träumt sie nämlich schon davon, den Prinzen zu heiraten. Für die von ihr geplante Generalprobe hat sie schon mal eine Kapelle aus lauter goldenen Harfen und einen Fackelträger mitgebracht. Die verzweifelte Farfalla wird vom Schein der Fackel angezogen. Als ihre Flügel zu brennen beginnen, löst sich der Zauber: Sie nimmt wieder ihre menschliche Gestalt an und stürzt sich in die Arme des überglücklichen Prinzen.
Hamzas Schwestern schlagen sich auf die Seite des jungen Paares. Sie zerbrechen den Zauberstock. Mit vereinten Kräften gelingt es ihnen, die böse Hamza in eine Statue zu verwandeln. Nicht davon betroffen ist Hamzas Gala. Auf sie hat schon Farfalla ein Auge geworfen. Begeistert schlüpft sie in die festliche Kleidung. Der Hochzeit mit Djalma steht nun nichts mehr im Wege.

## Hintergrund
Offenbach verspottete mit seinen Operetten, die er in seinem eigenen Pariser Theater Bouffes-Parisiens herausbrachte, nicht nur das gesellschaftliche Leben des zweiten Kaiserreichs, sondern entlarvte zugleich auch das Pathos der großen Opern von Meyerbeer und Halévy an deren Wirkungstempel Grand Opéra. Wie sehr muss es wohl das Publikum erstaunt haben, als 1860 just an dieser Spielstätte der Name Offenbach auftauchte, allerdings nicht im Zusammenhang mit einer Operette oder gar mit einer Oper, sondern mit einem Ballett. Le Papillon ist das einzige Werk dieser Gattung, das Offenbach selbst für die Bühne schrieb und für das er ausschließlich eigene Kompositionen verwendete. Die bekannteste Nummer daraus ist der Sonnenstrahlenwalzer (Valse de Rayon), der auch in seiner weniger erfolgreichen Oper Die Rheinnixen in leicht veränderter Form vorkommt.
Die Uraufführung geriet zu einem wahren Triumph. Daran hatte aber nicht nur Offenbachs spritzige Musik Anteil, sondern auch das Können der jungen Ballerina Emma Livry, die von der Choreografin Marie Taglioni protegiert wurde. Emma Lyvri war nur eine kurze Laufbahn vergönnt: Bei einem tragischen Unfall auf der Bühne fing ihr Ballettkleid Feuer. Sie starb an den Verbrennungen.

## Tonträger
- Offenbach: Le Papillon, London Symphony Orchestra, Richard Bonynge, Decca SXL 6588